# Lijst van senatoren uit Florida

Zegel van de staat Florida

Dit is een lijst van de senatoren voor de Amerikaanse staat Florida. De senatoren voor Florida zijn ingedeeld als Klasse I en Klasse III. De twee huidige senatoren voor Florida zijn: Rick Scott senator sinds 2019 de (senior senator) en Ashley Moody senator sinds 2025 de (junior senator), beiden lid van de Republikeinse Partij.
Prominenten die hebben gediend als senator voor Florida zijn onder anderen: David Levy Yulee (eerste Joodse senator), Stephen Mallory (later minister van de Marine van de Geconfedereerde Staten van Amerika), Nathan Bryan (later rechter voor het Hof van Beroep voor het 5e circuit), Park Trammell (prominent politicus), Spessard Holland (prominent politicus), Lawton Chiles (prominent politicus), Connie Mack III (kleinzoon van Connie Mack), Bill Nelson (prominent politicus en eerder ruimtevaarder), Duncan Fletcher (prominent politicus), Claude Pepper (prominent politicus), Paula Hawkins (prominent politica), Bob Graham (prominent politicus), Mel Martinez (eerder minister van Volkshuisvesting en Stedelijke Ontwikkeling) en Marco Rubio (later minister van Buitenlandse Zaken).
Vijf senatoren voor Florida zijn ook gouverneur van Florida geweest: Park Trammell, Spessard Holland, Lawton Chiles, Rick Scott en Bob Graham.

## Klasse I
| Nr.                                                                             | Senator voor Florida Senator from Florida | Senator voor Florida Senator from Florida | Senator voor Florida Senator from Florida | Ambtstermijn      | Ambtstermijn      | Partij(en) | Verkiezing(en) |
| ------------------------------------------------------------------------------- | ----------------------------------------- | ----------------------------------------- | ----------------------------------------- | ----------------- | ----------------- | ---------- | -------------- |
| 1                                                                               |                                           | David Levy Yulee                          | David Levy Yulee (1810–1886)              | 1 juli 1845       | 4 maart 1851      | R          | 1845           |
| 2                                                                               |                                           | Stephen Mallory                           | Stephen Mallory (1812–1873)               | 4 maart 1851      | 20 januari 1861   | D          | 1851           |
| 2                                                                               | 1857                                      | Stephen Mallory                           | Stephen Mallory (1812–1873)               | 4 maart 1851      | 20 januari 1861   | D          |                |
| Vacant                                                                          |                                           |                                           |                                           |                   |                   |            |                |
| Vacant Geconfedereerde Staten van Amerika (1861–1865) Reconstructie (1865–1868) |                                           |                                           |                                           |                   |                   |            |                |
| 3                                                                               |                                           | Adonijah Welch                            | Adonijah Welch (1821–1889)                | 16 juni 1868      | 4 maart 1869      | R          | 1868           |
| 4                                                                               |                                           | Abijah Gilbert                            | Abijah Gilbert (1806–1881)                | 4 maart 1869      | 4 maart 1875      | R          | 1868           |
| 5                                                                               |                                           | Charles Jones                             | Charles Jones (1834–1897)                 | 4 maart 1875      | 4 maart 1887      | D          | 1875           |
| 5                                                                               | 1881                                      | Charles Jones                             | Charles Jones (1834–1897)                 | 4 maart 1875      | 4 maart 1887      | D          |                |
| Vacant                                                                          |                                           |                                           |                                           |                   |                   |            |                |
| 6                                                                               |                                           | Samuel Pasco                              | Samuel Pasco (1834–1917)                  | 20 mei 1887       | 18 april 1899     | D          | 1887           |
| 6                                                                               | 1893                                      | Samuel Pasco                              | Samuel Pasco (1834–1917)                  | 20 mei 1887       | 18 april 1899     | D          |                |
| Vacant                                                                          |                                           |                                           |                                           |                   |                   |            |                |
| 7                                                                               |                                           | James Taliaferro                          | James Taliaferro (1847–1934)              | 20 april 1899     | 4 maart 1911      | D          | 1899           |
| 7                                                                               | 1905                                      | James Taliaferro                          | James Taliaferro (1847–1934)              | 20 april 1899     | 4 maart 1911      | D          |                |
| 8                                                                               |                                           | Nathan Bryan                              | Nathan Bryan (1872–1935)                  | 4 maart 1911      | 4 maart 1917      | D          | 1911           |
| 9                                                                               |                                           | Park Trammell                             | Park Trammell (1876–1936)                 | 4 maart 1917      | 8 mei 1936        | D          | 1916           |
| 9                                                                               | 1922                                      | Park Trammell                             | Park Trammell (1876–1936)                 | 4 maart 1917      | 8 mei 1936        | D          |                |
| 9                                                                               | 1928                                      | Park Trammell                             | Park Trammell (1876–1936)                 | 4 maart 1917      | 8 mei 1936        | D          |                |
| 9                                                                               | 1934                                      | Park Trammell                             | Park Trammell (1876–1936)                 | 4 maart 1917      | 8 mei 1936        | D          |                |
| Vacant                                                                          |                                           |                                           |                                           |                   |                   |            |                |
| 10                                                                              |                                           | Scott Loftin                              | Scott Loftin (1878–1953)                  | 26 mei 1936       | 4 november 1936   | D          |                |
| 11                                                                              |                                           | Charles Andrews                           | Charles Andrews (1877–1946)               | 4 november 1936   | 18 september 1946 | D          | 1936           |
| 11                                                                              | 1940                                      | Charles Andrews                           | Charles Andrews (1877–1946)               | 4 november 1936   | 18 september 1946 | D          |                |
| Vacant                                                                          |                                           |                                           |                                           |                   |                   |            |                |
| 12                                                                              |                                           | Spessard Holland                          | Spessard Holland (1892–1971)              | 26 september 1946 | 3 januari 1971    | D          |                |
| 12                                                                              | 1946                                      | Spessard Holland                          | Spessard Holland (1892–1971)              | 26 september 1946 | 3 januari 1971    | D          |                |
| 12                                                                              | 1952                                      | Spessard Holland                          | Spessard Holland (1892–1971)              | 26 september 1946 | 3 januari 1971    | D          |                |
| 12                                                                              | 1958                                      | Spessard Holland                          | Spessard Holland (1892–1971)              | 26 september 1946 | 3 januari 1971    | D          |                |
| 12                                                                              | 1964                                      | Spessard Holland                          | Spessard Holland (1892–1971)              | 26 september 1946 | 3 januari 1971    | D          |                |
| 13                                                                              |                                           | Lawton Chiles                             | Lawton Chiles (1930–1998)                 | 3 januari 1971    | 3 januari 1989    | D          | 1970           |
| 13                                                                              | 1976                                      | Lawton Chiles                             | Lawton Chiles (1930–1998)                 | 3 januari 1971    | 3 januari 1989    | D          |                |
| 13                                                                              | 1982                                      | Lawton Chiles                             | Lawton Chiles (1930–1998)                 | 3 januari 1971    | 3 januari 1989    | D          |                |
| 14                                                                              |                                           | Connie Mack III                           | Connie Mack III (1940)                    | 3 januari 1989    | 3 januari 2001    | R          | 1988           |
| 14                                                                              | 1994                                      | Connie Mack III                           | Connie Mack III (1940)                    | 3 januari 1989    | 3 januari 2001    | R          |                |
| 15                                                                              |                                           | Bill Nelson                               | Bill Nelson (1942)                        | 3 januari 2001    | 3 januari 2019    | D          | 2000           |
| 15                                                                              | 2006                                      | Bill Nelson                               | Bill Nelson (1942)                        | 3 januari 2001    | 3 januari 2019    | D          |                |
| 15                                                                              | 2012                                      | Bill Nelson                               | Bill Nelson (1942)                        | 3 januari 2001    | 3 januari 2019    | D          |                |
| Vacant                                                                          | Vacant                                    | Vacant                                    | Vacant                                    | Vacant            | Vacant            | 2018       |                |
| 16                                                                              |                                           | Rick Scott                                | Rick Scott (1952)                         | 8 januari 2019    | heden             | 2018       | R              |
| 16                                                                              | 2024                                      | Rick Scott                                | Rick Scott (1952)                         | 8 januari 2019    | heden             |            | R              |

## Klasse III
| Nr.                                                                             | Senator voor Florida Senator from Florida | Senator voor Florida Senator from Florida | Senator voor Florida Senator from Florida | Ambtstermijn     | Ambtstermijn     | Partij(en)  | Verkiezing(en) |
| ------------------------------------------------------------------------------- | ----------------------------------------- | ----------------------------------------- | ----------------------------------------- | ---------------- | ---------------- | ----------- | -------------- |
| 1                                                                               |                                           |                                           | James Westcott (1802–1880)                | 1 juli 1845      | 4 maart 1849     | D           | 1845           |
| 2                                                                               |                                           | Jackson Morton                            | Jackson Morton (1794–1874)                | 4 maart 1849     | 4 maart 1855     | W (1848–54) | 1848           |
| 2                                                                               | R (1854–55)                               | Jackson Morton                            | Jackson Morton (1794–1874)                | 4 maart 1849     | 4 maart 1855     |             | 1848           |
| 3                                                                               |                                           | David Levy Yulee                          | David Levy Yulee (1810–1886)              | 4 maart 1855     | 20 januari 1861  | D           | 1855           |
| Vacant                                                                          |                                           |                                           |                                           |                  |                  |             | 1855           |
| Vacant Geconfedereerde Staten van Amerika (1861–1865) Reconstructie (1865–1868) |                                           |                                           |                                           |                  |                  |             |                |
| 4                                                                               |                                           | Thomas Osborn                             | Thomas Osborn (1833–1898)                 | 26 juni 1868     | 4 maart 1873     | R           | 1868           |
| 5                                                                               |                                           | Simon Conover                             | Simon Conover (1840–1908)                 | 4 maart 1873     | 4 maart 1879     | R           | 1872           |
| 6                                                                               |                                           | Wilkinson Call                            | Wilkinson Call (1834–1910)                | 4 maart 1879     | 4 maart 1891     | D           | 1879           |
| 6                                                                               | 1885                                      | Wilkinson Call                            | Wilkinson Call (1834–1910)                | 4 maart 1879     | 4 maart 1891     | D           |                |
| Vacant                                                                          |                                           |                                           |                                           |                  |                  |             |                |
| (6)                                                                             |                                           | Wilkinson Call                            | Wilkinson Call (1834–1910)                | 25 mei 1891      | 4 maart 1897     | D           | 1891           |
| Vacant                                                                          |                                           |                                           |                                           |                  |                  |             |                |
| 7                                                                               |                                           | Stephen Mallory II                        | Stephen Mallory II (1848–1907)            | 13 mei 1897      | 23 december 1907 | D           | 1897           |
| 7                                                                               | 1903                                      | Stephen Mallory II                        | Stephen Mallory II (1848–1907)            | 13 mei 1897      | 23 december 1907 | D           |                |
| Vacant                                                                          |                                           |                                           |                                           |                  |                  |             |                |
| 8                                                                               |                                           | William James Bryan                       | William James Bryan (1874–1908)           | 27 december 1907 | 22 maart 1908    | D           |                |
| Vacant                                                                          |                                           |                                           |                                           |                  |                  |             |                |
| 9                                                                               |                                           | William Milton                            | William Milton (1864–1942)                | 26 maart 1908    | 4 maart 1909     | D           |                |
| 10                                                                              |                                           | Duncan Fletcher                           | Duncan Fletcher (1859–1936)               | 4 maart 1909     | 17 juni 1936     | D           | 1909           |
| 10                                                                              | 1914                                      | Duncan Fletcher                           | Duncan Fletcher (1859–1936)               | 4 maart 1909     | 17 juni 1936     | D           |                |
| 10                                                                              | 1920                                      | Duncan Fletcher                           | Duncan Fletcher (1859–1936)               | 4 maart 1909     | 17 juni 1936     | D           |                |
| 10                                                                              | 1926                                      | Duncan Fletcher                           | Duncan Fletcher (1859–1936)               | 4 maart 1909     | 17 juni 1936     | D           |                |
| 10                                                                              | 1932                                      | Duncan Fletcher                           | Duncan Fletcher (1859–1936)               | 4 maart 1909     | 17 juni 1936     | D           |                |
| Vacant                                                                          |                                           |                                           |                                           |                  |                  |             |                |
| 11                                                                              |                                           | William Hill                              | William Hill (1873–1951)                  | 1 juli 1936      | 4 november 1936  | D           |                |
| 12                                                                              |                                           | Claude Pepper                             | Claude Pepper (1900–1989)                 | 4 november 1936  | 3 januari 1951   | D           | 1936 (1)       |
| 12                                                                              | 1936 (2)                                  | Claude Pepper                             | Claude Pepper (1900–1989)                 | 4 november 1936  | 3 januari 1951   | D           |                |
| 12                                                                              | 1944                                      | Claude Pepper                             | Claude Pepper (1900–1989)                 | 4 november 1936  | 3 januari 1951   | D           |                |
| 13                                                                              |                                           | George Smathers                           | George Smathers (1913–2007)               | 3 januari 1951   | 3 januari 1969   | D           | 1950           |
| 13                                                                              | 1956                                      | George Smathers                           | George Smathers (1913–2007)               | 3 januari 1951   | 3 januari 1969   | D           |                |
| 13                                                                              | 1962                                      | George Smathers                           | George Smathers (1913–2007)               | 3 januari 1951   | 3 januari 1969   | D           |                |
| 14                                                                              |                                           | Edward Gurney                             | Edward Gurney (1914–1996)                 | 3 januari 1969   | 1 januari 1974   | R           | 1968           |
| 15                                                                              |                                           | Richard Stone                             | Richard Stone (1928–2019)                 | 1 januari 1974   | 1 januari 1981   | D           | 1968           |
| 15                                                                              | 1974                                      | Richard Stone                             | Richard Stone (1928–2019)                 | 1 januari 1974   | 1 januari 1981   | D           |                |
| 16                                                                              |                                           | Paula Hawkins                             | Paula Hawkins (1927–2009)                 | 1 januari 1981   | 3 januari 1987   | R           |                |
| 16                                                                              | 1980                                      | Paula Hawkins                             | Paula Hawkins (1927–2009)                 | 1 januari 1981   | 3 januari 1987   | R           |                |
| 17                                                                              |                                           | Bob Graham                                | Bob Graham (1936–2024)                    | 3 januari 1987   | 3 januari 2005   | D           | 1986           |
| 17                                                                              | 1992                                      | Bob Graham                                | Bob Graham (1936–2024)                    | 3 januari 1987   | 3 januari 2005   | D           |                |
| 17                                                                              | 1998                                      | Bob Graham                                | Bob Graham (1936–2024)                    | 3 januari 1987   | 3 januari 2005   | D           |                |
| 18                                                                              |                                           | Mel Martinez                              | Mel Martinez (1946)                       | 3 januari 2005   | 9 september 2009 | R           | 2004           |
| 19                                                                              |                                           | George LeMieux                            | George LeMieux (1969)                     | 9 september 2009 | 3 januari 2011   | R           | 2004           |
| 20                                                                              |                                           | Marco Rubio                               | Marco Rubio (1971)                        | 3 januari 2011   | 20 januari 2025  | R           | 2010           |
| 20                                                                              | 2016                                      | Marco Rubio                               | Marco Rubio (1971)                        | 3 januari 2011   | 20 januari 2025  | R           |                |
| 20                                                                              | 2022                                      | Marco Rubio                               | Marco Rubio (1971)                        | 3 januari 2011   | 20 januari 2025  | R           |                |
| Vacant                                                                          |                                           |                                           |                                           |                  |                  |             |                |
| 21                                                                              |                                           | Ashley Moody                              | Ashley Moody (1975)                       | 21 januari 2025  | heden            | R           |                |

Alabama: Tuberville (R) · Britt (R)
Alaska: Murkowski (R) · Sullivan (R)
Arizona: Kelly (D) · Gallego (D)
Arkansas: Boozman (R) · Cotton (R)
Californië: Padilla (D) · Schiff (D)
Colorado: Bennet (D) · Hickenlooper (D)
Connecticut: Blumenthal (D) · Murphy (D)
Delaware: Coons (D) · Blunt Rochester (D)
Florida: R. Scott (R) · Moody (R)
Georgia: Ossoff (D) · Warnock (D)
Hawaï: Schatz (D) · Hirono (D)
Idaho: Crapo (R) · Risch (R)
Illinois: Durbin (D) · Duckworth (D)
Indiana: Young (R) · Banks (R)
Iowa: Grassley (R) · Ernst (R)
Kansas: Moran (R) · Marshall (R)
Kentucky: McConnell (R) · Paul (R)
Louisiana: Cassidy (R) · Kennedy (R)
Maine: Collins (R) · King (O)
Maryland: Van Hollen (D) · Alsobrooks (D)
Massachusetts: Warren (D) · Markey (D)
Michigan: Peters (D) · Slotkin (D)
Minnesota: Klobuchar (D) · Smith (D)
Mississippi: Wicker (R) · Hyde-Smith (R)
Missouri: Hawley (R) · Schmitt (R)
Montana: Daines (R) · Sheehy (R)
Nebraska: Fischer (R) · Ricketts (R)
Nevada: Cortez Masto (D) · Rosen (D)
New Hampshire: Shaheen (D) · Hassan (D)
New Jersey: Booker (D) · Kim (D)
New Mexico: Heinrich (D) · Luján (D)
New York: Schumer (D) · Gillibrand (D)
North Carolina: Tillis (R) · Budd (R)
North Dakota: Hoeven (R) · Cramer (R)
Ohio: Moreno (R) · Husted (R)
Oklahoma: Lankford (R) · Mullin (R)
Oregon: Wyden (D) · Merkley (D)
Pennsylvania: Fetterman (D) · McCormick (R)
Rhode Island: Reed (D) · Whitehouse (D)
South Carolina: Graham (R) · T. Scott (R)
South Dakota: Thune (R) · Rounds (R)
Tennessee: Blackburn (R) · Hagerty (R)
Texas: Cornyn (R) · Cruz (R)
Utah: Lee (R) · Curtis (R)
Vermont: Sanders (O) · Welch (D)
Virginia: Warner (D) · Kaine (D)
Washington: Murray (D) · Cantwell (D)
West Virginia: Moore Capito (R) · Justice (R)
Wisconsin: Johnson (R) · Baldwin (D)
Wyoming: Barrasso (R) · Lummis (R)
(D): Democraat · (R): Republikein · (O): Onafhankelijk